# Gustaf Larson (arkitekt)
Nils Gustav Larson, född 2 november 1884, död 17 januari 1962, var en svensk byggnadsingenjör och arkitekt, huvudsakligen verksam i Stockholm.

## Liv och verk
Efter sin utbildning till byggnadsingenjör anställdes han hos stadsplaneraren och arkitekten Per Olof Hallman. Han var Stockholms Kooperativa Bostadsförenings (SKB) förste verkställande direktör och ritade 1917 deras första hus i kvarteret Motorn i Vasastan. Senare blev han stadens representant i SKB:s styrelse och uppträdde även som byggnadsentreprenör i Stockholm.
Till hans kända arbeten hör bland annat bostadshus i Rödabergsområdet, 1916–1925 (tillsammans med Edvin Engström och Gustaf Pettersson), bostadshus i Blecktornsområdet, 1922–1929 (tillsammans med Edvin Engström och Sven Erik Lundqvist) och bostadshuset kvarteret Bergsryggen 1917–1918 i Ulvsunda. Det senare uppfördes som nödbostäder för hemlösa och byggdes i tre våningar som ett landshövdingehus (en våning i sten och två våningar i trä). Bergsryggen moderniserades 1968 och är en av de få bevarade byggnader av denna typ i Stockholm.

## Övriga byggnader i urval
- Kvarteren Motorn och Vingen, Vasastan, Stockholm, 1917–1920.
- Inedalsgatan 12, 14 samt 16A och B, Stockholm 1920.
- Inedalsgatan 10 – Grubbens gränd 12, Stockholm 1920–1921 (tillsammans med P Gustafsson).
- Gotlandsgatan 67 och 69 – Brännerigatan 7, Stockholm 1926–1927.
- Kv Urnan 23, Karlbergsvägen 62, Stockholm 1923.

## Bilder

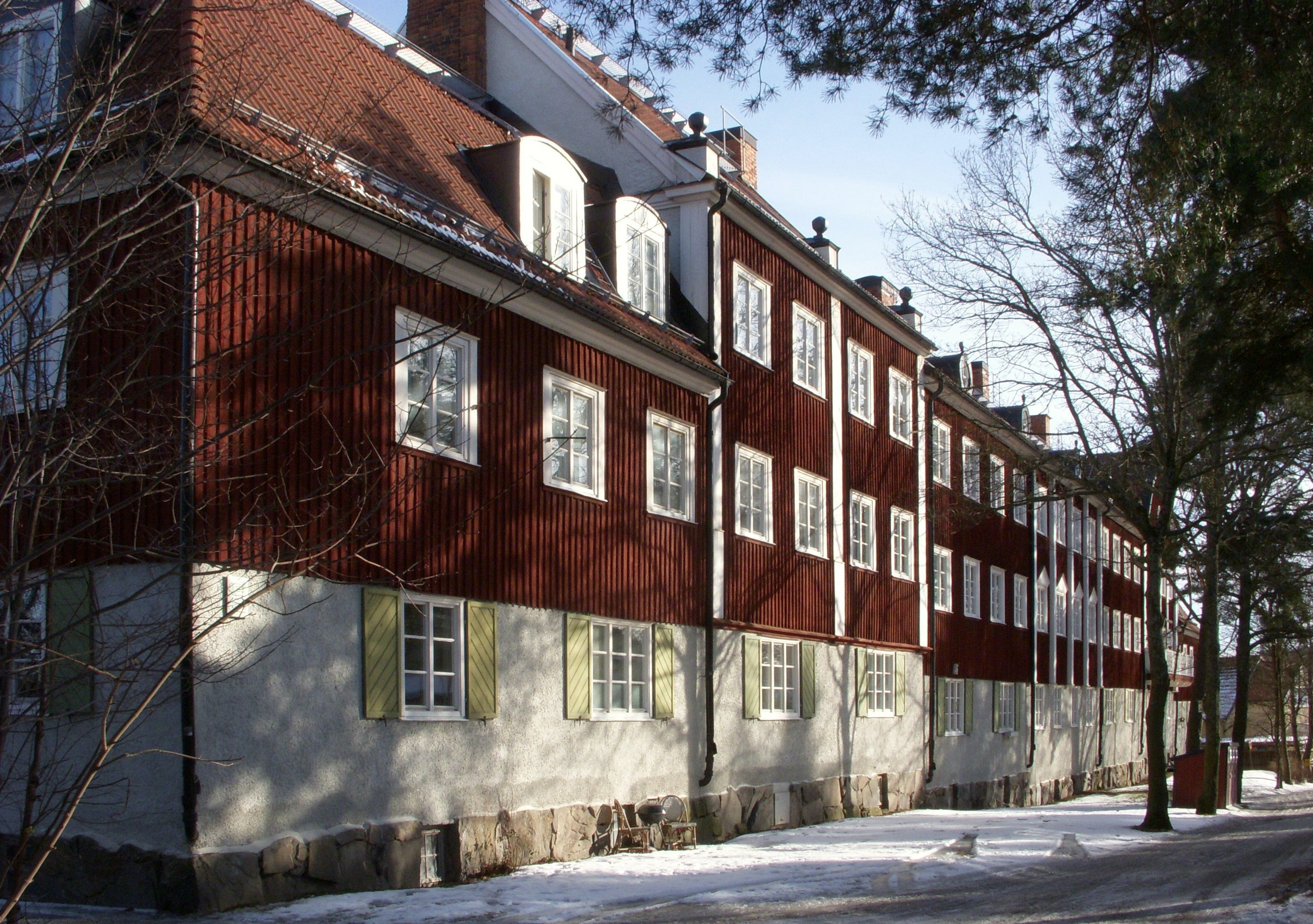
Kvarteret Bergsryggen ritad 1916–1917 av Gustaf Larson som nödbostäder.
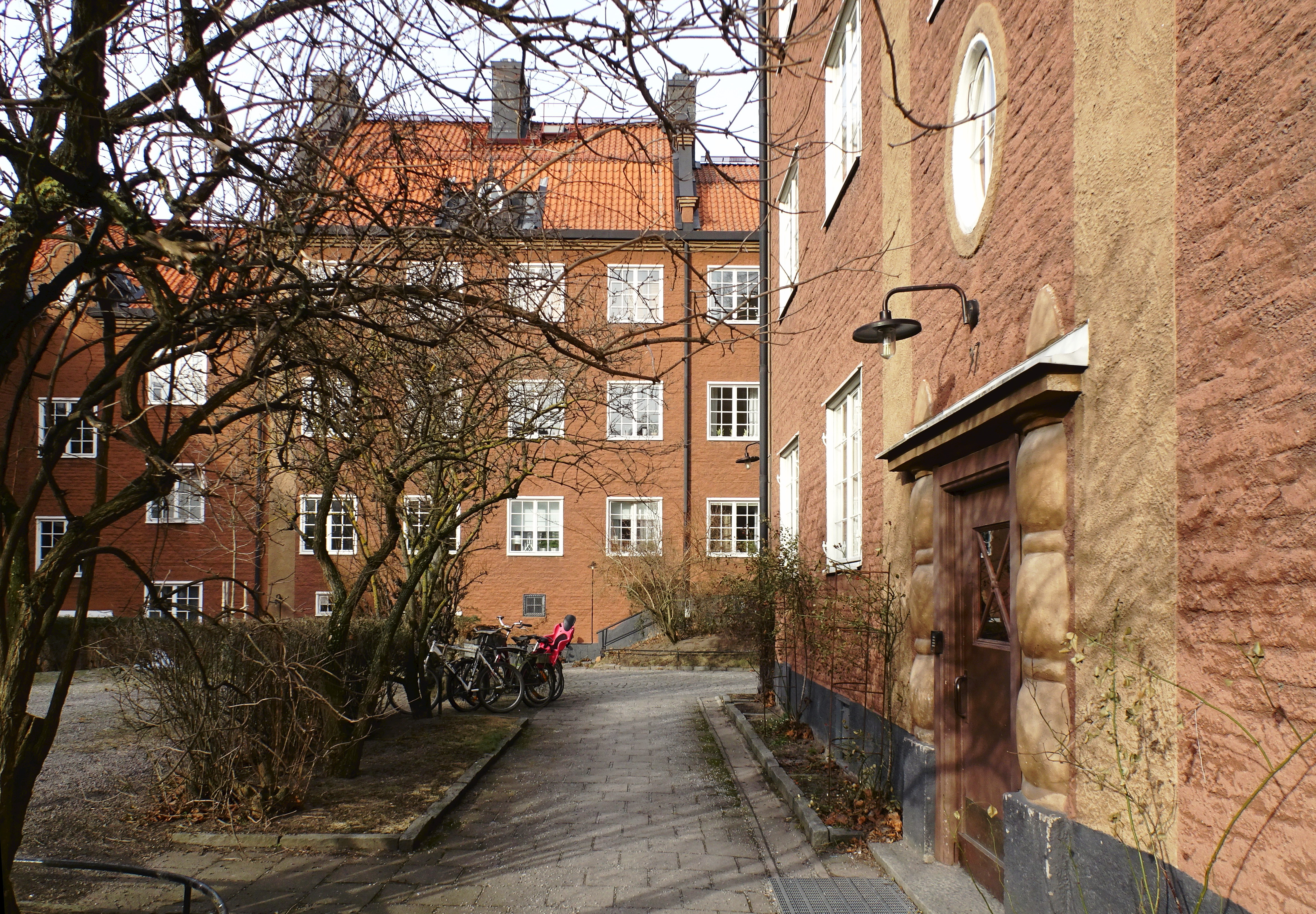
Kvarteret Motorn, byggdes 1917–1919.
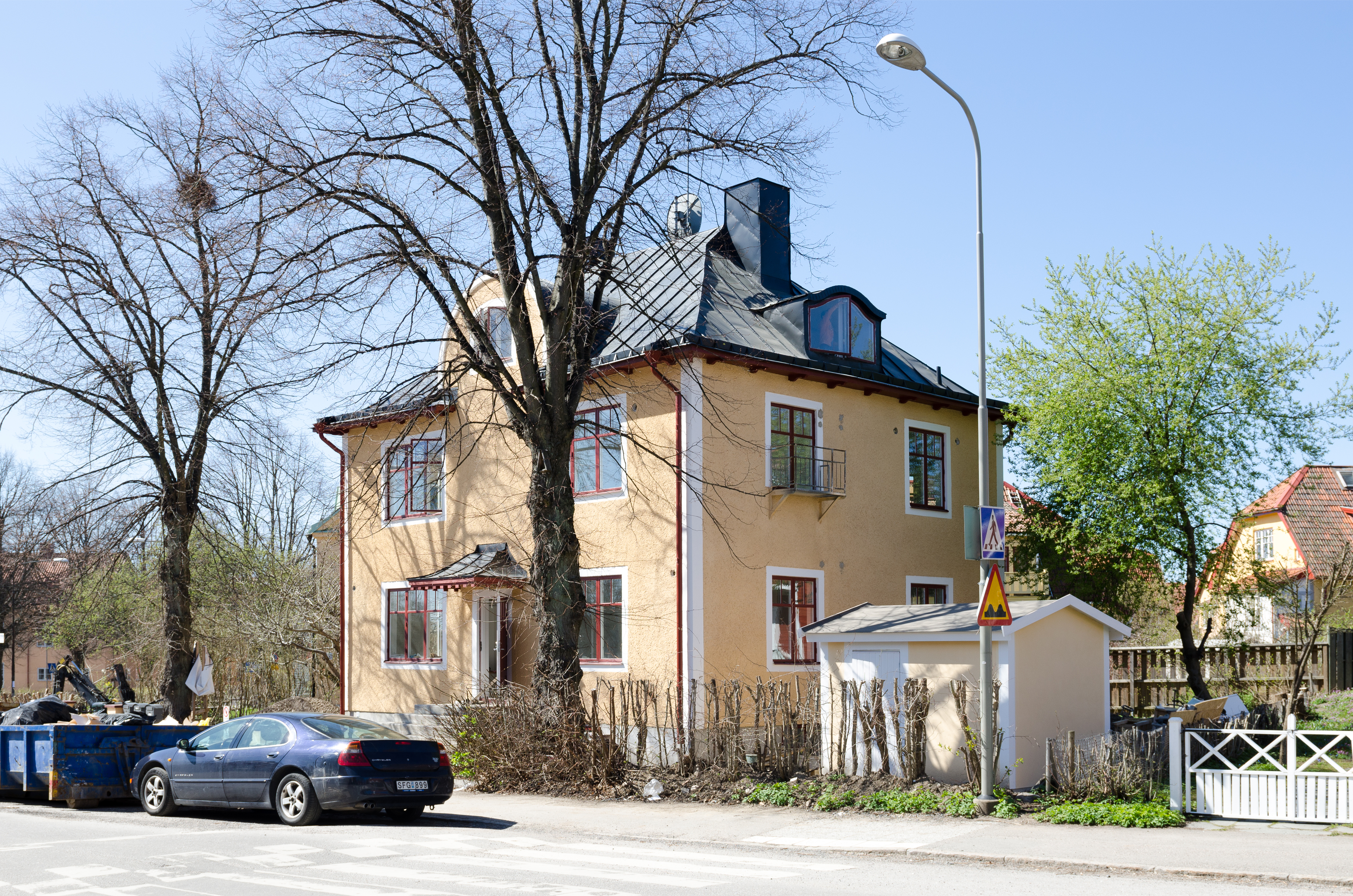
Hus i Gamla Enskede, byggt 1910
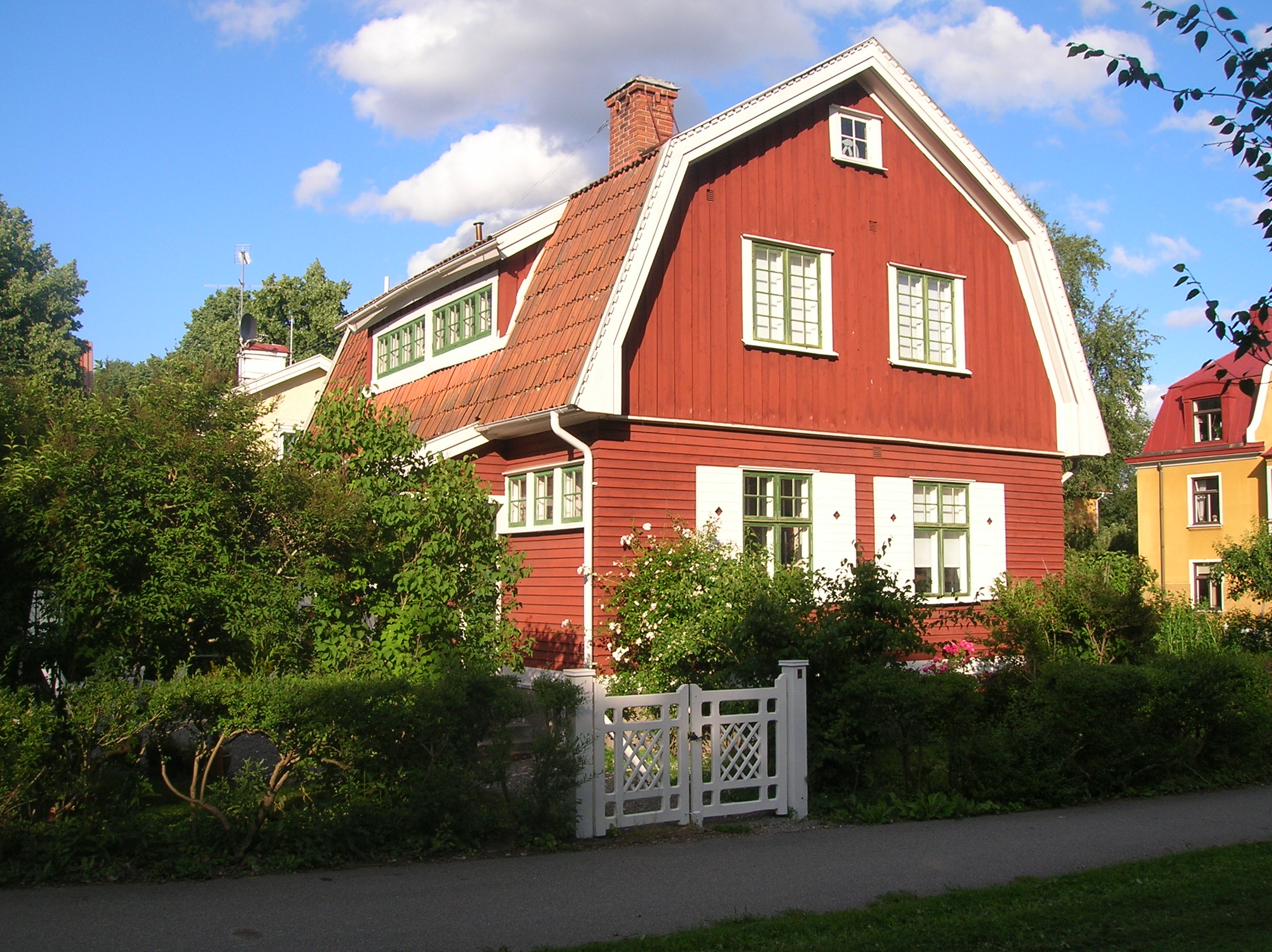
Villa i Gamla Enskede, byggd 1912